# RMS Georgic

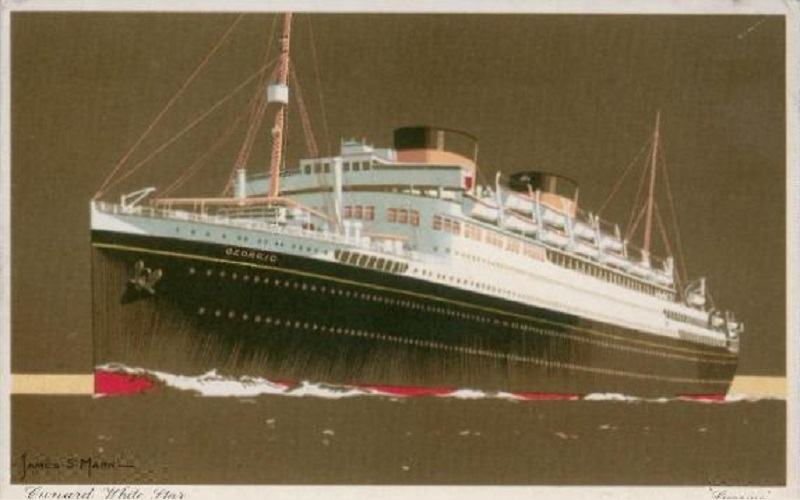
RMS Georgic

Georgic a fost ultima navă construită pentru White Star Line înainte de fuziunea sa cu Cunard Line. Construită la șantierul naval Harland and Wolff din Belfast, ea a fost colega de conducere a MV Britannic. Ca și Britannic, Georgic a fost o navă cu motor, și nu un vapor, echipată cu un motor diesel. La momentul lansării sale în 1931, era cea mai mare navă britanică. 
După o carieră de succes ca navă de linie în anii 1930, Georgic a fost rechiziționat ca navă de trupe în 1940. A fost grav avariată și scufundată în 1941 de un bombardament german în timp ce era ancorată la Port Tewfik în Egipt. După ce a fost repusă pe linia de plutire și reconstruită extensiv, ea a revenit la serviciu ca navă de trupe în 1944 și a continuat să servească atât pentru uz militar, cât și civil până în 1956, când a fost retrasă din serviciu și casată.
La sfârșitul anilor 1920, White Star Line a planificat să construiască două noi linii pentru a-și înlocui flota îmbătrânită, ambele urmând să fie nave cu motor, mai degrabă decât vapoare tradiționale: un superliner lung de 1.000 de picioare (300 m) cunoscut sub numele de Oceanic și o linie mai mică, mai economică, cu un design similar cunoscut sub numele de Britannic. Lucrările la Britannic au început în 1927 și au fost lansate în 1929, lucrările la Oceanic au început în 1928, iar chila a fost pusă, însă problemele financiare au însemnat că lucrările la Oceanic au fost întârziate în septembrie 1929 și proiectul a fost în cele din urmă abandonat în anul următor. În schimb, White Star a decis să acorde prioritate construirii unei nave surori mai economice pentru Britannic. White Star Line s-a gândit inițial să numească nava soră Germanic, dar în schimb s-a decis ca ea să fie cunoscută sub numele de Georgic. Ea va fi a doua navă White Star care va purta numele Georgic; un SS Georgic anterior a servit compania între 1895 și 1916. 
În ceea ce privește designul, Georgic a fost în esență o versiune puțin mai mare a navei surori Britannic, având un tonaj brut de 27.759, comparativ cu 26.943 ale Britannic. Georgic se deosebea în aparență de Britannic prin faptul că partea din față a suprastructurii și podului ei era rotunjită în loc de dreaptă, iar partea din față a punții de promenadă era acoperită. Ca și Britannic, Georgic avea două pâlnii scurte, dintre care cea din față era un manechin care găzduia camera radio și camera de fum a inginerilor. 